# Jean-Guillain Cardon
Jean-Guillain Cardon (* 18. Januar 1732 in Mons; † 18. Oktober 1788 in Versailles) war ein Violinist und Komponist.

## Leben
Jean-Guillain Cardon wirkte ab 1753 für kurze Zeit in Brüssel und danach für einige Zeit in der Champagne, bevor er sich 1761 in Paris niederließ. Dort änderte er seinen Vornamen und nannte sich wie sein Sohn, Jean-Baptiste. Ab 1764 war er violon ordinaire der königlichen Kapelle von Versailles und ab 1772 war er maître de violon des Grafen der Provence, dem späteren König Ludwig XVIII. Cardon erblindete und war ab 1782 bei einer Pension von 2400 Livres von seinen Diensten befreit. Cardon veröffentlichte 1786 ein Traktat unter dem Titel „Le rudiment de la musique, ou Principes de cet art à la portée de tout le monde, par questions et réponses“.
Mehrere aus der Ehe mit Marie-Anne Petit hervorgegangene Kinder wurden Musiker. Bekannt wurde besonders Jean-Baptiste Cardon (1760–1803), der als „1. Harfenmeister“ der kaiserlichen Familie am Hof von Sankt Petersburg wirkte. Weitere Söhne waren der Geiger, Louis-Stanislas Cardon (1761–1797) und Pierre-Hyacinthe Cardon (* 1769), Cellist beim Concert spirituel und beim Théâtre-Italien in Paris.

## Werke (Auswahl)
Die meisten seiner Werke wurden beim Verleger La Chevadière in Paris veröffentlicht, zumeist unter dem italianisierten Namen Giovanni Battista Cardoni veröffentlicht.
- „Six trios à grand orchestre“ (1768)
- „Six trios dont trois à grand orchestre, et trois à parties simples“ (1772)
- „Sei sonate a due violini e basso“ (1761)
- „6 sonates pour le violon“ (1768)
- „6 sonates pour le violon seul et basse“ (um 1770)
- „Six nouveaux Duos pour le violon, d'un genre moderne“ (1770)
- „Marche du Huron et Marche des Janissaires avec des variations pour le violon“
- „3 Sonates à violon seul avec la basse“ (1779)

Vokal
- „Les amusements de Melpomène“ (1768)
- „Recueil d'ariettes nouvelles avec accompagnements de violon, flûte, basson et basse“ (1770)
- „Recueil d'ariettes, chansons, brunettes avec accompagnements de guitarre“ (1773)

## Weblink
- Kurzlebenslauf von Jean-Guillain und Jean-Baptiste Cardon